# 大兴镇 (临沭县)
大兴镇，是中华人民共和国山東省临沂市临沭县下辖的一个乡镇级行政单位。

## 行政区划
大兴镇下辖以下地区：
日晒农村社区、芦格庄村、李格庄村、陈宅村、王宅子村、山西头村、东港头村、涝枝街村、芦庄村、大兴村、永康村、育新村、西林村、嘉禾村、大坡村、大高埠村、高埠新村、盐店官庄村、时宫新村、古龙岗村、双槐树村、新尧村、清泉村、日晒新村、宋涝枝村、涝枝新村、沈埠村、港头新村、观堂新村和观堂前村。